# Tharthar-See
Der Tharthar-See (arabisch بحيرة الثرثار Buhairat ath-Tharthar, DMG Buḥairat aṯ-Ṯarṯār) ist der größte See im Irak. Er liegt zwischen Euphrat und Tigris 
etwa 90 Kilometer nordwestlich von Bagdad in den Gouvernements Salah ad-Din und al-Anbar.
Der künstliche See liegt in einer natürlichen Senke am Ende des Wadi Tharthar (arabisch وادي الثرثار, DMG Wādī aṯ-Ṯarṯār), der etwa 250 km weiter nördlich im Höhenzug des Dschabal Sindschar entspringt. Aus dem Wadi gelangt jedoch meist nur im Frühjahr und dann nur wenig Wasser in den See, der als Hochwasserrückhaltebecken des Tigris und zur Überleitung von Wasser vom Tigris in den Euphrat angelegt wurde.
Der Zufluss zum Tharthar-See erfolgt aus dem Tigris, wo es durch das 1956 fertiggestellte Samarra-Stauwehr bei der gleichnamigen Stadt ausgeleitet und über den 75 km langen Tharthar-Kanal in den südöstlichen Bereich des Sees geleitet wird. Der Abfluss erfolgt über ein Wehr an seinem südlichen Ende und den 1976 fertiggestellten Tharthar-See-Kanal (auch Al-Tharthar-Euphrat-Kanal), der bei al-Habbaniyya in den Euphrat mündet. Ein Teil des Wassers kann aber auch durch einen im letzten Viertel des Tharthar-See-Kanals abzweigenden Kanal wieder in den Tigris zurückgeführt werden. 
Die Fläche des zwischen 85 und 100 km langen und 32 km breiten Sees umfasst zwischen 2000 und 2500 km²; der Speicherinhalt wird mit 72.800 bis 75.000 Millionen Kubikmeter angegeben.
Es gibt am Ufer des Sees so gut wie keine Vegetation, da zumindest am Südufer eine knapp unter der Oberfläche liegende Gipsschicht bis unmittelbar ans Wasser reicht. An den Kanälen wurden einige bewässerte Felder angelegt.
Der Tharthar-See ist einer von drei irakischen Seen, die den Zweck eines Auffangbeckens erfüllen, die anderen beiden Seen sind der Razzaza-See bei Kerbala und der al-Habbaniyya-See, der kleinste der drei Seen.